# Tomasz Święcki
Tomasz Święcki (ur. 18 grudnia 1774 w Kostkach, pow. węgrowski, zm. 5 września 1837 w Busku) – prawnik, historyk, mecenas Sądu Najwyższego Królestwa Polskiego, członek Towarzystwa Przyjaciół Nauk, autor książki Opis starożytnej Polski, dzięki której uznano go za jednego z najwybitniejszych badaczy polskiej przeszłości.

## Życiorys
Fotografia Tomasza Święckiego ukazana jest w opisie Święckich z Kostek.
Pochodził z zamożnej rodziny szlacheckiej, jako dziecko pobierał nauki w domu, a następnie uczęszczał do szkół w Węgrowie i Drohiczynie. Przygotowywał się do zawodu prawnika. Był członkiem palestry drohiczyńskiej (po 1792 roku), a następnie lubelskiej. Wybrany w 1794 roku deputatem do Trybunału Koronnego w Lublinie, nie zdążył wypełnić powierzonych mu obowiązków - właśnie rozpoczynała się insurekcja kościuszkowska. Święcki stanął do walki w jej szeregach. Następnie studiował prawo w Uniwersytecie Lwowskim. Pomyślnie przeszedł egzaminy na urzędnika sądowego i był przez cztery lata (1800-1804) sędzią w Krakowie.
Tylko dwa lata (1804-1806) trwało jego jedyne małżeństwo. Po przedwczesnej śmierci żony, samotnie wychowywał córkę Hilarię. Kolejny szczebel kariery osiągnął zaś w czasach Księstwa Warszawskiego. Wtedy to przeniósł się do Warszawy, gdzie pracował jako adwokat przy Sądzie Apelacyjnym. W roku 1809 brał udział w obronie stolicy przed oddziałami austriackimi. Po 1815 roku był adwokatem przy Sądzie Najwyższym Królestwa Polskiego.
Tomasz Święcki sporo podróżował, przede wszystkim po Galicji. Z zamiłowania geograf i historyk, usiłował karierę prawniczą pogodzić z pracą badawczą. W roku 1811 opublikował w Warszawie „Historyczną wiadomość o ziemi pomorskiej”. Pięć lat później ukazało się (również w Warszawie) jego najważniejsze dzieło – dwutomowy „Opis starożytnej Polski". Starania Święckiego o przyjęcie w poczet członków Towarzystwa Przyjaciół Nauk, zostały uwieńczone sukcesem w roku 1818. Autor „Opisu starożytnej Polski" starał się jak najaktywniej uczestniczyć w pracach TPN - działał w kilku komisjach, referował na forum Towarzystwa swoją rozprawę „O Kurpikach". Zamieścił ją potem w „Dzienniku Warszawskim”. Publikował w prasie warszawskiej również inne rozprawy. W 1837 roku udał się do Buska w celu ratowania zdrowia. Tam 5 września tego roku zmarł.
Pozostawił po sobie liczne rękopisy. Korzystali z nich m.in. Michał Baliński i Tymoteusz Lipiński, przygotowując swoją „Starożytną Polskę". Julian Bartoszewicz opublikował z kolei z rękopisu „Historyczne pamiątki znamienitych rodzin i osób dawnej Polski". U XIX-wiecznych autorów cieszył się Święcki dobrą opinią..
Życiorys Tomasza Święckiego w skrócie jest również przedstawiony w encyklopedii powszechnej.

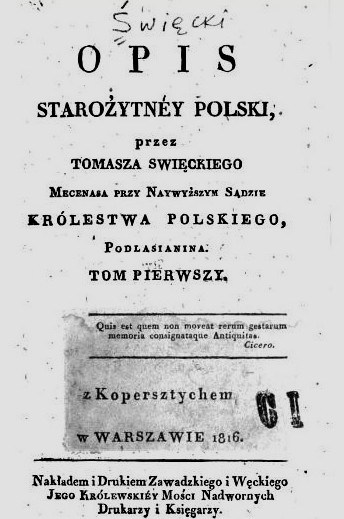
Strona tytułowa z 1816 roku

## Publikacje
- Historyczna wiadomość o ziemi pomorskiey, mieście Gdańsku, oraz żegludze y panowaniu Polaków na morzu Bałtyckim, Drukarnia Wiktora Dąbrowskiego, Warszawa 1811 r.
- Opis starożytney Polski, Tom pierwszy, nakł. Zawadzkiego i Więckiego, Warszawa 1816 r.
- Opis starożytney Polski, Tom drugi, nakł. Zawadzkiego i Więckiego, Warszawa 1816 r.
- Historyczne pamiątki znamienitych rodzin i osób dawnej Polski,Tom. I, przejrzał w ręko piśmie, objaśnił i uzupełnił przypisami Julian Bartoszewicz, nakładem S. H. Merzbacha Księgarza, Warszawa 1858 r.
- Historyczne pamiątki znamienitych rodzin i osób dawnej Polski, Tom. II, przejrzał w ręko piśmie, objaśnił i uzupełnił przypisami Julian Bartoszewicz, nakładem S. H. Merzbacha Księgarza, Warszawa 1859 r[6].